# رايموند ميريك
رايموند ميريك (بالإنجليزية: Raymond Merrick)‏ هو سياسي أمريكي، ولد في 18 أكتوبر 1939 في كندا. حزبياً، نشط في الحزب الجمهوري. وقد انتخب عضو مجلس ولاية كانساس وانتخب عضو مجلس نواب كنساس.

## وصلات خارجية
- الموقع الرسمي